# Bill Wyman

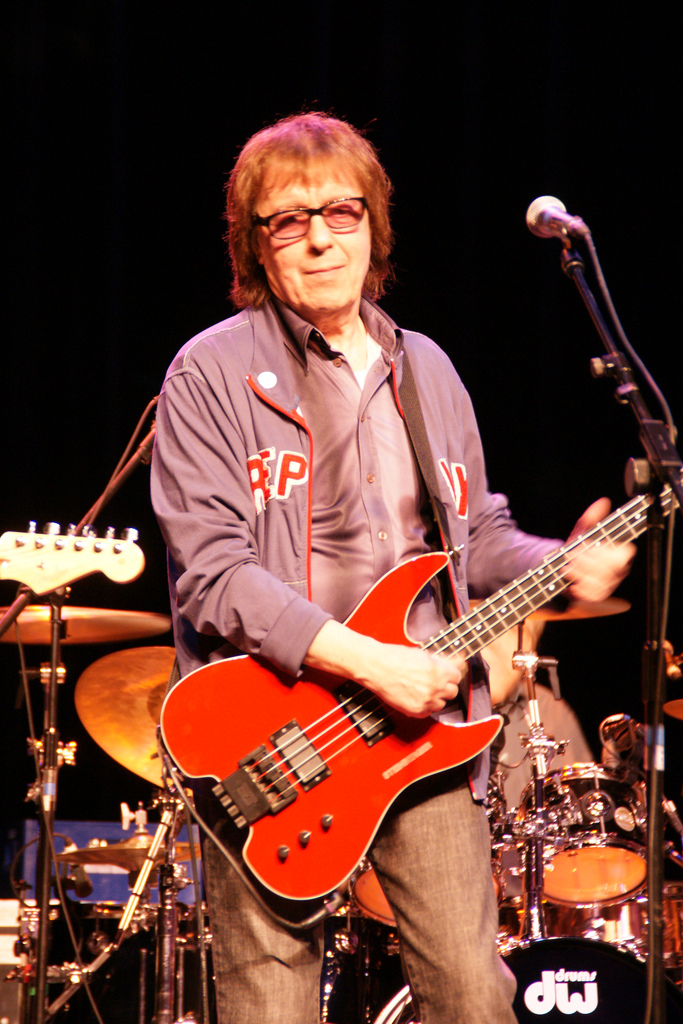
Bill Wyman, 2009

Bill Wyman (* 24. Oktober 1936 als William George Perks in Penge, London, Vereinigtes Königreich) ist ein britischer Musiker. Von 1962 bis zu seinem Ausstieg 1993 war er Bassist der Band The Rolling Stones.

## Musikalischer Werdegang

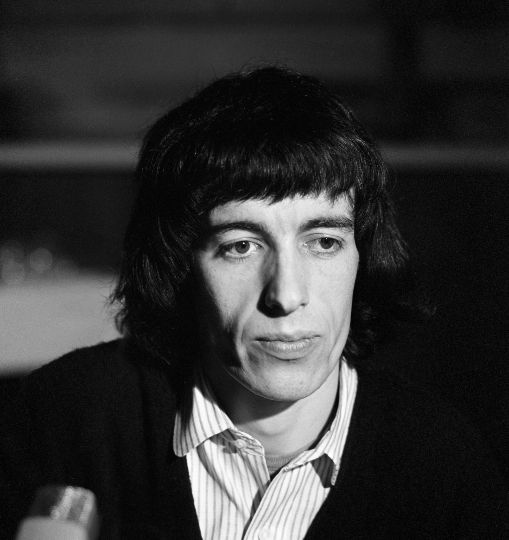
Bill Wyman, 1965

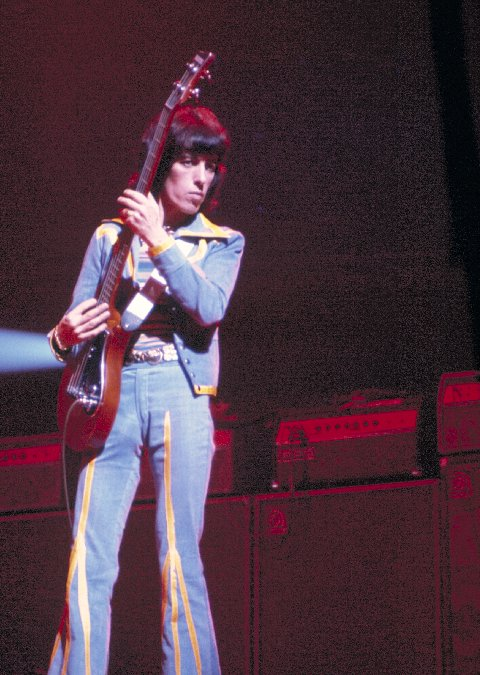
Als Bassist der Rolling Stones, 1975

Während seiner Militärzeit (1955–1958) bei der Royal Air Force auf dem niedersächsischen Fliegerhorst Oldenburg hörte Bill Wyman häufig Rundfunksender (AFN Bremerhaven), die speziell für die in Deutschland stationierten US-Soldaten Musik spielten. Seine Leidenschaft für Blues und Rock and Roll wurde dadurch entfacht. Zusammen mit Casey Jones gründete er im Herbst 1957 eine Skiffle-Band. Nach seiner Rückkehr nach England und ins bürgerliche Leben – mit Jobs in einer Metzgerei und im Elektrohandel – wurde er 1961 Mitglied der Cliftons, einer Rock-’n’-Roll- und Skiffle-Band. Im Dezember 1962 wurde er, Dick Taylor ersetzend, Bassist bei den Rolling Stones.  Obwohl er auch Songs komponierte, blieben das von ihm auch gesungene In Another Land sowie Downtown Suzie seine einzigen Songs, die auf Rolling-Stones-Alben (Their Satanic Majesties Request und Metamorphosis) veröffentlicht wurden. In Another Land erschien in den USA auch als Single unter seinem Namen.
Wyman erlernte autodidaktisch mehrere Instrumente, beispielsweise Zither, Gitarre, Vibraphon, Glockenspiel, Piano, Synthesizer-Orgel, Perkussion und Cello. Auf den frühen Aufnahmen der Rolling Stones und im Studio sang er auch im Hintergrund. Auf der Bühne wurde vor allem sein dichtes rhythmisches Zusammenspiel mit dem Schlagzeuger Charlie Watts geschätzt. Auf der US-Tournee 1975 spielte Bill Wyman im Stück Fingerprint File auf der Bühne Synthesizer, während der Gitarrist Ron Wood an den E-Bass wechselte. Eine Aufnahme dieses Stückes vom Konzert in Toronto ist auf dem Album Love You Live zu hören.
Zusammen mit Charlie Watts, Eric Clapton, Ian Stewart und Steve Winwood begleitete Wyman 1970 Howlin’ Wolf; zu hören auf der Langspielplatte The London Howlin’ Wolf Sessions. 1972 spielte er E-Bass für Stephen Stills auf dessen Album Manassas.
1974 veröffentlichte Bill Wyman sein erstes Solo-Album Monkey Grip; 1976 folgte Stone Alone und 1982 Bill Wyman. Mit (Si, Si) Je Suis Un Rock Star gelang Bill Wyman 1982 der Sprung in die internationalen Hitparaden. Auf dem 1985 mit der Band Willie and the Poor Boys herausgebrachten gleichnamigem Album wurde Bill von zahlreichen Freunden wie Jimmy Page und Charlie Watts unterstützt.
1992 kündigte Wyman an, dass er die Rolling Stones verlassen werde. Obwohl seine Bandkollegen ihn zum Bleiben überreden wollten, verließ Wyman die Band 1993.

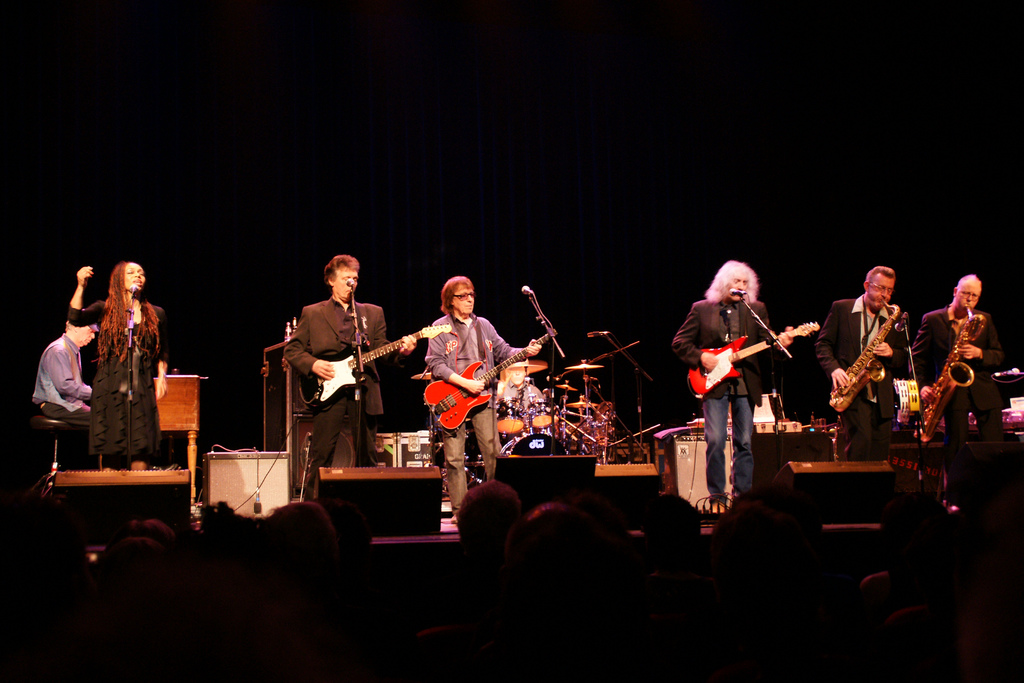
Bill Wyman’s Rhythm Kings in Middelburg, 2009

Erst 1997 zog es ihn wieder zur Rockmusik. Mit ein paar berühmten Kollegen wie Chris Rea, Eric Clapton, Mick Taylor, Albert Lee, Georgie Fame, Peter Frampton und Gary Brooker nahm er unter dem Bandnamen Rhythm Kings, ab dem zweiten Album Bill Wyman’s Rhythm Kings, Songs auf. Das vielfältige Material umfasste die Bereiche Jazz, Swing, Blues und Rock. Das erste Album, Struttin’ Our Stuff, erschien im Oktober 1997. Das Album war nicht sonderlich erfolgreich; die beiden folgenden Alben (Anyway the Wind Blows im Februar 1999 und Groovin’ im Mai 2000) fanden mehr Beachtung. Sehr gute Kritiken gab es für die Konzerte der Band; folgerichtig erschienen auch Live-Alben unter dem Titel Bootleg Kings. Im Mai 2001 folgte das vierte Album, die Doppel-CD Double Bill. Dieses Album platzierte sich in den englischen Charts. Just for a Thrill erschien im Mai 2004.
In einem Interview während der Tour 2002 teilte er mit, dass diese wohl seine letzte Tournee sein werde, da er sich künftig ganz seiner Familie widmen wolle. Sein Traum sei allerdings noch einmal ein Auftritt mit den Rolling Stones.
Neben seiner eigenen Musik beschäftigt Bill Wyman sich auch mit der traditionellen Bluesmusik. Hierzu veröffentlichte er Bill Wyman’s Blues Odyssee, eine Geschichte des Blues, die als Buch (2001), als CD und als DVD (2004) erschienen ist.
2011 nahm er nach fast 20 Jahren wieder Musik mit den Rolling Stones auf, als er mit diesen an einer Coverversion des Bob-Dylan-Liedes Watching the River Flow für Ben Waters’ Album Boogie 4 Stu mitwirkte. Wyman, Jagger, Richards, Watts und Wood waren für die Aufnahme allerdings nicht gemeinsam im Studio.
Bei zwei Konzerten in der Londoner O2 Arena zum fünfzigjährigen Bandjubiläum im November 2012 trat Wyman ebenso wie Mick Taylor für einige Lieder wieder mit den übrigen Rolling Stones auf. Wyman spielte Bass bei den Liedern Honky Tonk Women und It’s Only Rock ’n’ Roll. Da er enttäuscht von dem für ihn zu kurzen Gastspiel war, lehnte er im Gegensatz zu Mick Taylor die Teilnahme an weiteren Auftritten ab.
2023 spielte er Bass bei einem Stück des im Oktober veröffentlichten Rolling-Stones-Albums Hackney Diamonds. Es war seine erste Studioaufnahme für die Band seit 1989.
Am 9. August 2024 veröffentlichte er sein neuntes Studioalbum Drive My Car mit zehn neuen Songs, davon fünf Eigenkompositionen, drei Coverversionen (Thunder on the Mountain von Bob Dylan, Light Rain von Taj Mahal und Ain’t Hurtin’ Nobody von John Prine) und zwei Kompositionen von Hans Theessink.

## Privates

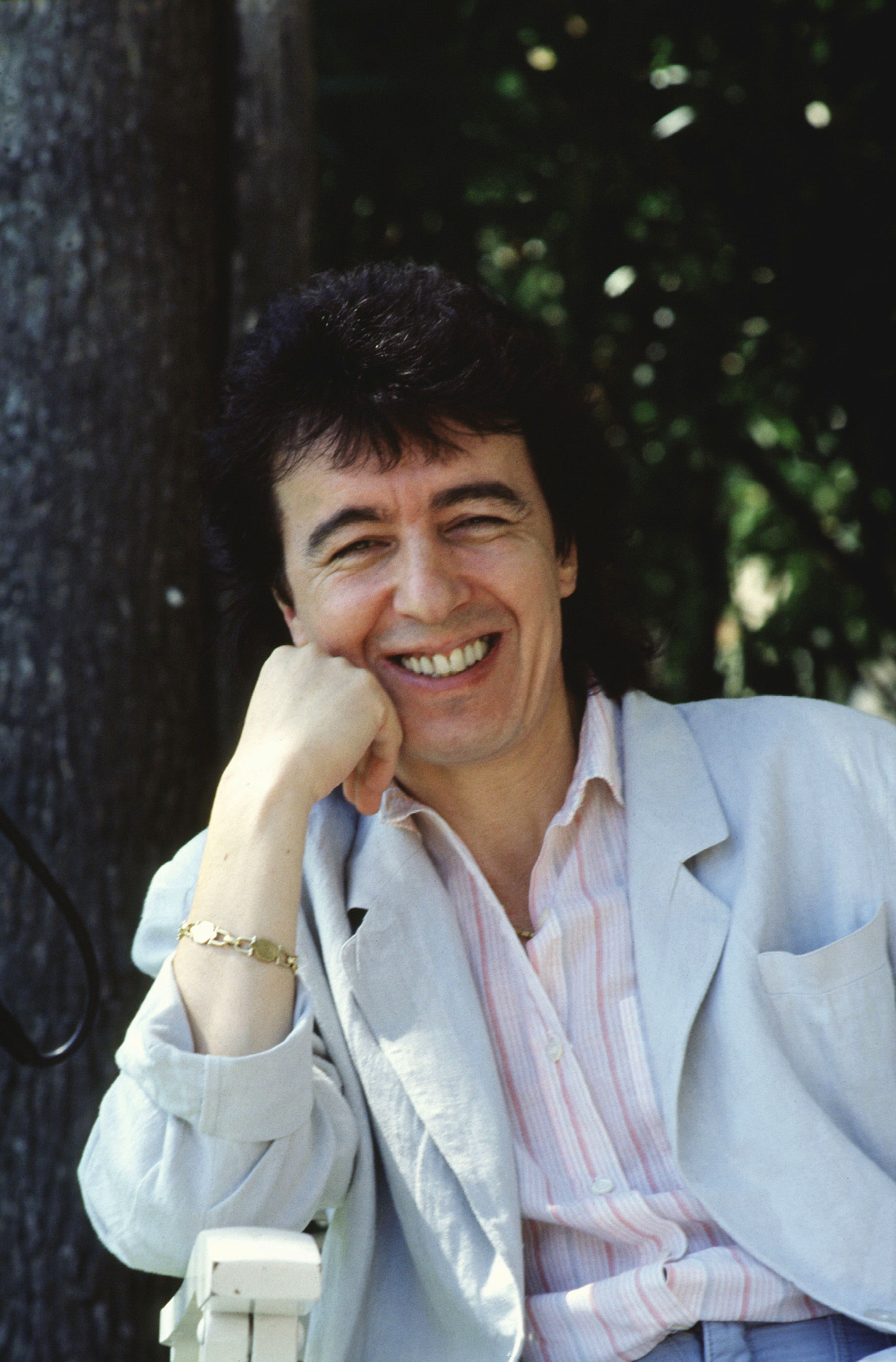
Bill Wyman, 1989

Bill Wyman stammt gemäß dem britischen Musikjournalisten Keith Altham, der 1966 die Rolling Stones zum ersten Mal interviewt hatte, aus einer Arbeiterfamilie. Er heiratete am 24. Oktober 1959 seine damalige Freundin Diane. Der gemeinsame Sohn Stephen wurde am 29. März 1962 geboren. 
Nach der Trennung  von Diane war er von 1967 an 16 Jahre lang mit der Schwedin Astrid  Lundström zusammen. 
1989 heiratete er die britische Sängerin Mandy Smith, ein Model. Die Beziehung erregte viel Aufsehen, weil das beinahe 34 Jahre jüngere Mädchen bereits als 14-Jährige mit ihm zusammen war. Bei der Hochzeit war sie 19, und sein erwachsener Sohn fungierte als Trauzeuge. Die Ehe wurde zwei Jahre später geschieden, danach heiratete Wyman eine langjährige Freundin, ein früheres Model, mit der er drei Töchter hat.
Sein Sohn Stephen Wyman heiratete dann 1993 Patsy Smith, die 46-jährige Mutter von Bills Exgattin Mandy Smith. Stephen war damals 30 Jahre alt. So wurde Bill nicht nur der Schwiegervater seiner Ex-Schwiegermutter, sondern auch der Stiefgroßvater seiner ehemaligen Gattin.
Neben seiner Arbeit als Musiker engagierte sich Bill Wyman auch bei einer Organisation, die es sich zur Aufgabe gemacht hatte, die Nervenkrankheit Multiple Sklerose zu bekämpfen. Vor diesem Hintergrund kamen 1983 drei Konzerte in der Londoner Royal Albert Hall zustande, bei denen unter anderem Steve Winwood, Jeff Beck, Eric Clapton und Jimmy Page beteiligt waren. In veränderter Besetzung gab Bill Wyman neun weitere Konzerte in den USA.
Am 9. Mai 1989 eröffnete Bill Wyman in London das Sticky Fingers Café, ein Restaurant im Stile der Hard-Rock-Café-Kette. In England eröffnete er zwei weitere Sticky-Fingers-Restaurants und begann seine Autobiografie zu schreiben.
Im März 2016 erklärte sein Sprecher, Bill Wyman sei an Prostatakrebs im Frühstadium erkrankt.

## Bill Wyman als Buchautor
Er veröffentlichte ein Buch über die Werke seines Freundes Marc Chagall, den er während des Rolling-Stones-„Exils“ in Südfrankreich 1971 kennengelernt hatte.
Da Bill Wyman von Anfang an ausführliche Tagebücher führte und auch viel anderes Material archivierte, konnte er für sein Erinnerungsbuch Stone Alone, in dem er die Geschichte der Rolling Stones bis zum Konzert im Londoner Hyde Park im Juli 1969 erzählt, auf eine sehr umfangreiche Dokumentation zurückgreifen. Nur kurz wird darin auf die weitere Entwicklung der Band bis in die späten 1980er-Jahre eingegangen. Neben den detaillierten Schilderungen des Bandalltags in den 1960er-Jahren berichtet Wyman auch von seinem promiskuitiven Leben. Daneben hebt er seine kreativen Beiträge zu den Songs der Rolling Stones hervor, wobei er die Idee für die Riffs der Klassiker Paint It Black und Jumpin’ Jack Flash für sich in Anspruch nimmt. Er bringt seine Verbitterung darüber zum Ausdruck, dass er für seine Beiträge nie finanziell beteiligt wurde.
2001 erschien in Zusammenarbeit mit Richard Havers das 400 Seiten starke Nachschlagewerk BLUES – Geschichte, Stile, Musiker, Songs & Aufnahmen, eine umfassende Darstellung der Geschichte des Blues mit über 700 Fotos, historischen Dokumenten, Plattencovers und -labels, zusammengetragen aus seinem penibel gepflegten Privatarchiv.
Im Oktober 2002 erschien sein opulenter Bildband Bill Wyman’s Rolling Stones Story mit über 3000 Bildern, Briefen, Abbildungen von alten Eintrittskarten, Plakaten und allerhand mehr, ebenfalls aus seinem Privatarchiv; ein üppiges Konvolut, das die Geschichte der Rolling Stones von den ersten Auftritten bis in die Gegenwart nachzeichnet.

## Diskografie

### Soloalben
- 1974: Monkey Grip
- 1976: Stone Alone
- 1982: Bill Wyman
- 1992: Stuff
- 2015: Back to Basics
- 2016: 80th Birthday Gala
- 2024: Drive My Car

Soloalben – Expanded Edition
2006 und 2007 wurden die vier ersten der oben genannten Solo-Alben von Sanctuary Records wiederveröffentlicht. Die Cover wurden im Vergleich zu den Original-Veröffentlichungen überarbeitet und zeigen neben einer verkleinerten Abbildung des jeweiligen Original-Covers einen zigaretterauchenden Bill Wyman. Die Wiederveröffentlichungen laufen unter dem Begriff The Bill Wyman Solo Collection – Expanded Edition; es gibt mehrere Bonustracks, meist Single-Edits oder Single-Mixes, und alle Titel sind digital remastered.

### Willie and the Poor Boys
- 1985: Willie and the Poor Boys
- 1992: Tear It Up: Live
- 2006: Poor Boy Boogie – The Willie and the Poor Boys Anthology (Doppel-CD, enthält die beiden Alben Willie and the Poor Boys und Tear It Up: Live)

### Bill Wyman’s Rhythm Kings
- 1997: Struttin’ Our Stuff
- 1999: Anyway the Wind Blows
- 2000: Groovin’
- 2001: Double Bill (Doppel-CD)
- 2004: Just for a Thrill
- 2004: Struttin’ Our Stuff – Live in Concert (Hybrid-SACD, Inakustik)

### Bootleg Kings
- 1998: Live in Europe
- 2000: Ride Again
- 2001: Travelin’ Band
- 2002: On the Road Again

### Kompilationen
- 2001: The Bill Wyman Compendium: Complete Solo Recordings (Doppel-CD)
- 2006: A Stone Alone – Solo Anthology (Doppel-CD. CD 1: Bill Wymans Solo-Alben, CD 2: Bill Wyman als Willie and the Poor Boys und mit den Bootleg Kings)
- 2006: Jump Jive And Wail – The Very Best of Bill Wyman’s Bootleg Kings (Doppel-CD)